# Merrimac (Wirginia)
Merrimac – jednostka osadnicza w Stanach Zjednoczonych, w stanie Wirginia, w hrabstwie Montgomery.